# INTA Milano
Le INTA Milano est un drone de reconnaissance de fabrication espagnole en cours de développement.

## Description
Il est fabriqué en Espagne par l'Avia Composites S.L et par Sofitec Ingeniería S.L.
Le Milano est un programme basé sur l'expérience acquise avec le projet INTA SIVA, capable de mener des opérations civiles et militaires, avec une faible détectabilité et une grande autonomie de vol et d'opération, avec le afin de ne pas recourir à l'achat de drones à l'étranger.
La société Avia Composites S.L. la fabrication de fuselages et de stabilisateurs de queue pour le Milano, et la société Sofitec Ingeniería S.L. la fabrication de l'aile centrale et des ailes extérieures, aboutissant à une conception similaire à celle du MQ-1 Predator.
L'INTA a déjà commencé à commercialiser le drone en 2009, en présentant un premier modèle dans le pavillon espagnol du Salon international de l'aéronautique et de l'espace de Paris-Le Bourget , qui s'est tenu à la capitale française.
Le premier vol était prévu fin 2012. Cependant, finalement le premier vol public a eu lieu le 22 septembre 2021, date à laquelle le véhicule a également été présenté aux autorités du Ministère de la Défense .

## Missions
Le Milano peut être utilisé pour la reconnaissance, l'acquisition/désignation d'objectifs et l'entraînement des unités opérationnelles, la visualisation des incendies, le soutien aux unités d'urgence en cas de catastrophe, le contrôle des frontières, la plate-forme de recherche et développement aéronautique et la détection de mines et EEI.

## Drones comparables
- INTA SIVA
- INTA ALO
- Luna X 2000
- SAGEM Sperwer
- Yakovlev Pchela